# SN 1977D
SN 1977D – supernowa odkryta 11 października 1977 roku w galaktyce M+02-06-19. W momencie odkrycia miała maksymalną jasność 16,50m.